# Каснаково
Каснаково е село в Южна България. То се намира в община Димитровград, област Хасково.

## География
Селото е разположено в долината на Банска река, десен приток на Марица.

## Етимология
Името Каснаково идва от това, че заселниците са заорали/обиколили земята с бразда, която била с формата на кръг или „каснак“ – кръга на решетото за брашно. По това време хората от съседните села са ги наричали „откъснатите“ и с течение на време селото е кръстено Каснаково.

## Културни и природни забележителности
Между селото и село Клокотница се намира езическо светилище на Афродита и нимфите. През 1958 г. обектът е обявен за национален паметник на културата. По своята същност той представлява полукръгла площадка с аязмо и лечебна вода. Местността е известна под името Гьор Бунар. На няколко десетки метра оттам е „Киркова дупка“ – неизследвана пещера, в която според преданието се е скрил кир Теодор Комнин, след като е разбит от цар Иван Асен при Клокотница. На скалата, до входа, пак според преданието има отпечатък от подковата на коня.

## Редовни събития
Всяка година на Спасов ден, в местността Гьор Бунар, се провежда събор на селото.

## Други
През 2007 г. отваря врати новопостроена църква.